# عصر یخبندان: ذوب
عصر یخبندان: ذوب (به انگلیسی: Ice Age: The Meltdown) فیلمی پویانمایی کمدی ماجراجویی آمریکایی محصول سال ۲۰۰۶ است که توسط بلو اسکای استودیو تولید و توسط فاکس قرن بیستم توزیع شده است. این دنباله عصر یخبندان و دومین قسمت از مجموعه فیلم‌های عصر یخبندان است. این فیلم توسط کارلوز سالدانیا از فیلم‌نامه‌ای نوشته پیتر گالک، گری سوالو و جیم هکت و داستانی توسط گالک و سوالو کارگردانی شده است. ری رومانو، جان لگویزمائو، دنیس لری و کریس وج نقش‌های خود را از نخستین فیلم عصر یخبندان تکرار می‌کنند، شان ویلیام اسکات، جاش پک و کویین لطیفه به بازیگران می‌پیوندند. در این فیلم منی، سید و دیه‌گو تلاش می‌کنند تا از سیل غریب‌الوقوع فرار کنند که طی آن منی عشق پیدا می‌کند.
این فیلم در ۱ مارس ۲۰۰۶ در بلژیک و در ۳۱ مارس در ایالات متحده به نمایش درآمد. علی‌رغم دریافت نقدهای متفاوت از سوی منتقدان، ۶۶۷ میلیون دلار در سراسر جهان فروخت و سومین فیلم پرفروش سال ۲۰۰۶ و پرفروش‌ترین فیلم پویانمایی سال ۲۰۰۶ شد. سه دنباله دیگر نیز منتشر شده است: عصر یخبندان: ظهور دایناسورها در سال ۲۰۰۹، عصر یخبندان: رانش قاره‌ای در ۲۰۱۲ و عصر یخبندان: مسیر برخورد در ۲۰۱۶.

## داستان
منی، سید و دیه‌گو در دره‌ای زندگی می‌کنند که از همه طرف با دیوارهای بلند یخی احاطه شده و محل زندگی بسیاری از موجودات دیگر است. این سه نفر متوجه می‌شوند که دیوار یخی در واقع یک سد است که به‌سختی یک مخزن سد را نگه داشته و اگر فرو بریزد، ممکن است دره را به زیر آب ببرد. یک کرکس به آن‌ها می‌گوید که در انتهای دیگر دره یک قایق وجود دارد که می‌تواند آن‌ها را نجات دهد، اما فقط سه روز فرصت دارند تا به آن برسند. در همین حین، تکه‌ای از یخ از بالای سد جدا می‌شود و آن‌ها را مجبور به تخلیه فوری دره می‌کند. از طرفی، منی با این فکر که ممکن است آخرین ماموت زنده باشد، دست‌وپنجه نرم می‌کند.
در همین حال، کرتاسه، یک ایکتیوسور، و میلستروم، یک بیش‌خزنده—که هر دو از دوران میانه‌زیستی در یخ‌ گیر افتاده بودند—به دلیل ذوب شدن یخ آزاد می‌شوند و در جستجوی خوردن تمام پستانداران ممکن در طول سیل هستند. در مسیر رسیدن به قایق، این سه نفر با الی، یک ماموت که باور دارد یک صاریغ است، و کراش و ادی، دو صاریغ بازیگوش که الی آن‌ها را برادران خود می‌داند، آشنا می‌شوند. سید آن‌ها را دعوت می‌کند تا به سفرشان بپیوندند و الی می‌پذیرد. پس از رویارویی خطرناک با کرتاسه و میلستروم هنگام عبور از یک برکه، الی متوجه می‌شود که در واقع یک ماموت است. منی کم‌کم به او علاقه‌مند می‌شود، اما در ابتدا احساساتش را انکار می‌کند، زیرا فکر می‌کند که با این کار جای همسر و فرزند از دست رفته‌اش را پر می‌کند. با وجود این لحظات صمیمانه، وقتی منی پیشنهاد می‌دهد که «باید گونه خود را نجات دهند»، الی از او فاصله می‌گیرد. اما در نهایت، آن دو با یکدیگر آشتی می‌کنند.
گله برای استراحت شبانه توقف می‌کند. روز بعد، گروه قایق را در پشت دشتی پر از چشمه‌های آب‌گرم پیدا می‌کند. منی، سید و دیه‌گو از الی، کراش و ادی جدا می‌شوند، زیرا منی و الی درباره‌ی امن‌ترین مسیر بحث می‌کنند.
در حالی که منی، سید و دیه‌گو با موفقیت از چشمه‌های آب‌گرم عبور می‌کنند، سد یخی فرو می‌ریزد و سیلی عظیم را به سمت دره روانه می‌کند. الی، کراش و ادی که مسیر ایمن‌تر اما طولانی‌تر را انتخاب کرده بودند، بر اثر ریزش سنگ‌ها درون یک غار گرفتار می‌شوند. کراش و ادی از یک سوراخ کوچک فرار می‌کنند و منی را از وضعیت الی باخبر می‌کنند. منی با عجله بازمی‌گردد تا الی را نجات دهد. در این میان، کرتاسه و میلستروم در زیر آب به منی حمله می‌کنند، اما او با فریب دادنشان باعث می‌شود که تخته‌سنگی بزرگ جا‌به‌جا شود و الی را آزاد کند. منی و الی دوباره به دیگران ملحق می‌شوند، اما سطح آب همچنان بالا می‌آید. در همین حین، اسکرات که پس از ماجراهای مختلف در تلاش برای بازپس‌گیری بلوطش است، از دیوار یخی مجاور بالا می‌رود و ناخواسته شکافی طولانی در یخ ایجاد می‌کند. این شکاف به تدریج گسترده‌تر می‌شود و در نهایت دیوار را می‌شکافد، آب سیل را تخلیه می‌کند و همه را نجات می‌دهد؛ اما در این روند، اسکرات داخل شکاف سقوط کرده و با جریان آب شسته می‌شود.
پس از تخلیه‌ آب، گروهی از ماموت‌ها از شکاف ظاهر می‌شوند و ثابت می‌کنند که ماموت‌ها واقعاً منقرض نشده‌اند. منی ابتدا تصمیم می‌گیرد الی را با گله‌ ماموت‌ها بگذارد، اما با تشویق سید و دیه‌گو برای رها کردن گذشته، نظرش عوض می‌شود. او به الی می‌رسد و تمایلش را برای ماندن در کنار او ابراز می‌کند. در نهایت، منی، سید، دیه‌گو، الی، کراش و ادی در کنار یکدیگر از دره خارج می‌شوند.
در همین حین، اسکرات پس از سقوط در شکاف و نزدیک شدن به مرگ، یک تجربه‌ نزدیک به مرگ را از سر می‌گذراند. او وارد بهشتی پر از بلوط می‌شود و درست زمانی که می‌خواهد به یک بلوط غول‌پیکر برسد، ناگهان احساس می‌کند که «به عقب کشیده می‌شود». در نهایت، اسکرات متوجه می‌شود که توسط سید احیا شده است. اما به‌جای قدردانی، خشمگین می‌شود و تصور می‌کند که سید بلوطش را دزدیده است، بنابراین با خشونت به او حمله می‌کند.

## بازیگران
- ری رومانو در نقش منی، ماموت پشمالو.
- جان لگویزمائو در نقش سید، تنبل زمینی.
- دنیس لری در نقش دیه‌گو، اسمیلودون.
- کویین لطیفه در نقش الی، ماموت پشمالو، که در این توهم است که یک صاریغ است.
- شان ویلیام اسکات و جاش پک به ترتیب در نقش‌های کراش و ادی، صاریغ‌ها.
- ویل آرنت در نقش تنها کرکس تفنگدار.
- جی لنو در نقش فست تونی، یک آرمادیلوی غول‌پیکر.
- کریس وج در نقش اسکرات، سنجاب دندان‌شمشیری.[۲]
- تام فاهن در نقش استو، یک شیاردندان.
- جو بولونیا در نقش آقای استارت، یک پارینه‌دد.
- رینی تیلور در نقش خانم استارت، یک پارینه‌دد.
- الکس سالیوان در نقش جیمز، یک موریانه‌خوار.
- آلن تودیک در نقش چالی، ریگ‌ددان.
- سله‌آ لویس در نقش تنبل کوچک زن / مادر سوسک سرگین
- دبی دری‌بری در نقش مادر سهمگین‌مرغ
- سیندی اسلتری در نقش مادر موریانه‌خوار

## تولید
پس از انتشار عصر یخبندان در مارس ۲۰۰۲، تهیه‌کننده‌ اجرایی، کریس ملداندری درباره‌ احتمال ساخت دنباله‌ای برای این فیلم اظهار نظر کرد: «موفقیت عصر یخبندان به ما انگیزه‌ بیشتری می‌دهد. هنوز برای تصمیم‌گیری زود است، اما قطعاً این ایده را بررسی خواهیم کرد.» تا ژوئن ۲۰۰۲، استودیوی بلو اسکای کار روی دنباله این فیلم را آغاز کرده بود. در سال ۲۰۰۳، لوری فورته، تهیه‌کننده‌ فیلم اول، با فاکس فیچر فیلمز قراردادی چندساله امضا کرد تا فیلم‌های پویانمایی جدیدی، از جمله دنباله‌ عصر یخبندان را توسعه دهد و تهیه کند. در مصاحبه‌ای با دنیس لری در ژوئیه ۲۰۰۳، او ابراز امیدواری کرد که بتواند بار دیگر نقش دیه‌گو را در دنباله‌ فیلم ایفا کند: «فکر می‌کنم داستانی وجود دارد — افراد در فاکس در حال کار روی آن هستند. فکر می‌کنم صحبت‌هایی درباره‌ بازگشت به استودیو در اواخر پاییز انجام شده است.» در همان سال، ۲۰۰۶ به‌عنوان سال برنامه‌ریزی‌شده‌ انتشار فیلم اعلام شد، و در اوت ۲۰۰۴، تاریخ انتشار نهایی آن برای ۳۱ مارس ۲۰۰۶ تعیین شد.
این فیلم در ابتدا با عنوان موقت عصر یخبندان ۲ در حال توسعه بود، اما در ژوئن ۲۰۰۵ نام آن به عصر یخبندان ۲: ذوب تغییر یافت. بااین‌حال، برای انتشار نهایی فیلم در مارس ۲۰۰۶، سازندگان تصمیم گرفتند عدد ۲ را حذف کرده و آن را عصر یخبندان: ذوب بنامند. با این حال، در بریتانیا، ایرلند، مکزیک و استرالیا، عنوان فیلم همچنان با نام عصر یخبندان ۲: ذوب تبلیغ شد. همچنین، بیشتر اسپانسرهای فیلم پس از تغییر نام، عدد ۲ را روی بسته‌بندی‌های خود حفظ کردند، اما آن را از تبلیغات تلویزیونی حذف کردند.
کارلوز سالدانیا، کارگردان فیلم، تلاش کرد تا چشم‌های شخصیت‌ها زنده و طبیعی به نظر برسند و نه مکانیکی. او دراین‌باره گفت: «می‌خواهید که حالات چهره کار کند. می‌خواستم وقتی به چشم‌هایشان نگاه می‌کنید، بفهمید که چه احساسی دارند.» شخصیت‌های فیلم، با وجود حضور در قسمت اول، برای این دنباله از نو طراحی شدند.

## بازخورد

### گیشه
این فیلم فراتر از انتظارات ظاهر شد و در اولین آخر هفته‌ اکران خود با فروش ۶۸٬۰۳۳٬۵۴۴ دلار افتتاح شد. این دومین افتتاحیه‌ بزرگ برای یک فیلم غیرتابستانی و غیرتعطیلاتی بود، پس از مصائب مسیح که با ۸۳٬۸۴۸٬۰۸۲ دلار اکران شده بود. این فیلم رکورد پرفروش‌ترین افتتاحیه‌ ماه مارس را شکست، رکوردی که یک سال بعد با فروش ۷۰٬۸۸۵٬۳۰۱ دلار ۳۰۰ جابه‌جا شد. این فیلم در مجموع ۱۹۵٬۳۳۰٬۶۲۱ دلار در گیشه‌ ایالات متحده و کانادا فروخت و به اولین فیلم سال ۲۰۰۶ تبدیل شد که از مرز ۱۰۰ میلیون دلار عبور کرد. این فیلم در سراسر جهان ۶۶۷٬۰۹۴٬۵۰۶ دلار فروخت و شصت و ششمین فیلم پرفروش تاریخ سینما است. عصر یخبندان: ذوب پرفروش‌ترین فیلم پویانمایی جهان در سال ۲۰۰۶ بود، اما در آمریکای شمالی پس از ماشین‌ها در رتبه‌ دوم قرار گرفت.
کریس ملداندری، رئیس وقت انیمیشن فاکس قرن بیستم، موفقیت تجاری فیلم را به قدرت استودیو در بازاریابی و توزیع جهانی، تنوع تیم تولید و روش سالدانیا در استفاده از تصاویر به‌جای کلمات برای حل مشکلات خلاقانه نسبت داد. او همچنین موفقیت سبک سالدانیا را یکی از عوامل اصلی تصمیم خود برای ترک فاکس قرن بیستم و تأسیس استودیوی ایلومینیشن انترتینمنت در سال بعد عنوان کرد.

### پاسخ انتقادی
عصر یخبندان: ذوب نقدهای متفاوتی دریافت کرد. راتن تومیتوز به این فیلم امتیاز «فاسد» داد و تنها ۵۶٪ از نقدها را مثبت ارزیابی کرد. نظر اجماعی این وبگاه چنین بود: «با وجود پویانمایی چشمگیر و شوخی‌های بامزه‌ سنجاب دندان‌خنجری اسکرات، عصر یخبندان ۲: ذوب از نظر روایت داستانی ضعیف عمل می‌کند.» متاکریتیک نیز امتیاز ۵۸ را برای فیلم محاسبه کرد، که آن را در دسته‌ نقدهای مختلط یا متوسط قرار داد.
نیل اسمیت از بی‌بی‌سی به فیلم ۴ ستاره از ۵ داد و آن را «بهبودیافته نسبت به نسخه‌ اصلی» توصیف کرد. او تمرکز بیشتر فیلم بر روی اسکرات و همچنین مضامین محیط‌زیستی آن را تحسین کرد. کارولین وستبروک از امپایر امتیاز ۳ ستاره از ۵ به فیلم داد و آن را «سرگرم‌کننده و پر از لحظات خنده‌دار» دانست، اما از روایت ضعیف داستان انتقاد کرد. راجر ایبرت امتیاز ۲٫۵ ستاره از ۴ را به فیلم داد و نوشت: «اولین فیلم عصر یخبندان کمابیش این شخصیت‌ها و دنیای آن‌ها را به انتها رسانده بود و ذوب چیز زیادی به آن اضافه نمی‌کند.» کیمبرلی جونز از آستین کرونیکل به فیلم ۲ ستاره از ۵ داد و آن را «نسخه‌ای رقیق‌شده» از فیلم اول توصیف کرد که فاقد «صمیمیت» آن است. او همچنین پرده‌ سوم فیلم را «بیش از حد ترسناک» دانست.
منتقدان سینما عموماً توافق داشتند که صحنه‌های مربوط به شخصیت اسکرات سرگرم‌کننده‌ترین بخش‌های فیلم بودند. اسمیت و فیلیپ فرنچ از گاردین نیز این نظر را تأیید کردند.
همچنین، نظرسنجی‌های سینماسکور که در آخر هفته‌ افتتاحیه‌ انجام شد، نشان داد که تماشاگران سینما به ذوب امتیاز میانگین "A" را در مقیاس A+ تا F داده‌اند.

## تجزیه و تحلیل
در تحلیلی درباره‌ مضامین محیط‌زیستی فیلم، الن ای. مور، مدرس دانشگاه واشینگتن تاکوما، بیان کرد که اگرچه فیلم تغییرات اقلیمی را به‌عنوان یک تهدید جدی برای شخصیت‌های اصلی نشان می‌دهد، اما عدم شفافیت در مورد علت آن باعث می‌شود که فیلم از تأیید اجماع علمی درباره‌ نقش انسان در تغییرات اقلیمی فاصله بگیرد. مور همچنین اشاره کرد که داستان فیلم دارای ارجاعات متعددی به روایت کشتی نوح در کتاب مقدس است. او به این نکته اشاره کرد که حیوانات عمدتاً به‌صورت جفت یا به همراه فرزندان خود به سمت قایقی که قرار است آن‌ها را نجات دهد، حرکت می‌کنند. مور این تم‌های مذهبی را با آنچه که به‌عنوان امتناع فیلم از تأیید کامل تغییرات اقلیمی ناشی از فعالیت‌های انسانی می‌بیند، مرتبط دانست.

## بازی ویدئویی
یک بازی ویدئویی تای-این توسط ویوندی یونیورسال گیمز منتشر شد.

## دنباله
سومین فیلم عصر یخبندان، عصر یخبندان: ظهور دایناسورها در ۱ ژوئیه ۲۰۰۹ اکران شد، چهارمین فیلم، عصر یخبندان: رانش قاره‌ای در ۱۳ ژوئیه ۲۰۱۲ اکران شد و پنجمین فیلم، عصر یخبندان: مسیر برخورد در ۲۲ ژوئیه ۲۰۱۶ اکران شد.